# Próba fermentacyjna
Próba fermentacyjna – metoda oceny orientacyjnego charakteru mikroflory dominującej w mleku surowym. 
Metoda oparta jest na obserwacji wyglądu skrzepu mlecznego (inkubacja w probówkach), jaki uzyskuje się po 12-48 godzinach w temperaturze 37°C. Na podstawie próby fermentacyjnej określić można np. przybliżoną jakość sera, jaki planuje się wyrobić z danej partii mleka. Próba pozwala ujawnić w mleku obecność drobnoustrojów nieszkodliwych dla serowarstwa (kwaszących), jak i szkodliwych: wytwarzających gaz z laktozy czy też proteolitycznych (rozkładających białka). 
Odmianą tej próby jest próba fermantacyjno-podpuszczkowa, w której inkubacji poddaje się mleko potraktowane podpuszczką.